# Miyabaru (cràter)
Miyabaru és un cràter de l'asteroide del tipus Apol·lo, Itokawa, situat amb el sistema de coordenades planetocèntriques a -40 ° de latitud nord i 244 ° de longitud est. Fa un diàmetre de 0.01 km. El nom va ser fet oficial per la UAI el 18 de febrer de 2009 i fa referència a Miyabaru, base de radar del centre espacial Uchinoura (Japó).